# P jako pivo
P jako pivo (anglicky B Is for Beer) je zatím poslední román Thomase Robbinse. Jde o knihu o pivě pro děti. Její příběh pojednává o malé holčičce Gracii Perkeové, která se chce dozvědět, proč dospělým chutná pivo, ale sama ho nesmí ochutnat.
Příběh ve stejnojmenné audioknize vypráví Oldřich Kaiser.